# Празници на италијански
Празници на италијански (енгл. About My Father) америчка је филмска комедија из 2023. године. Режију потписује Лаура Терусо, по сценарију Себастијана Манискалка и Остина Ерла, док главне улоге тумаче Манискалко и Роберт де Ниро.
Приказивање у биоскопима започело је 26. маја 2023. године у САД, односно дан раније у Србији. Добио је углавном негативне рецензије критичара.

## Радња
Радња се врти око Себастијана кога његова вереница охрабрује да доведе свог оца имигранта, фризера Салва, на празнично дружење са својом супербогатом и изузетно ексцентричном породицом. Викенд се развија у нешто што се може описати само као „сукоб култура”, остављајући Себастијана и Салва да на мало тежи начин открију како је сјајна ствар у породици, заправо све.

## Улоге
| Глумац                | Улога                 |
| --------------------- | --------------------- |
| Роберт де Ниро        | Салво Манискалко      |
| Себастијан Манискалко | Себастијан Манискалко |
| Лесли Биб             | Ели                   |
| Ким Катрал            | Тајгер                |
| Дејвид Раше           | Бил                   |
| Андерс Холм           | Лаки                  |
| Брет Дајер            | Даг                   |